# Bralima

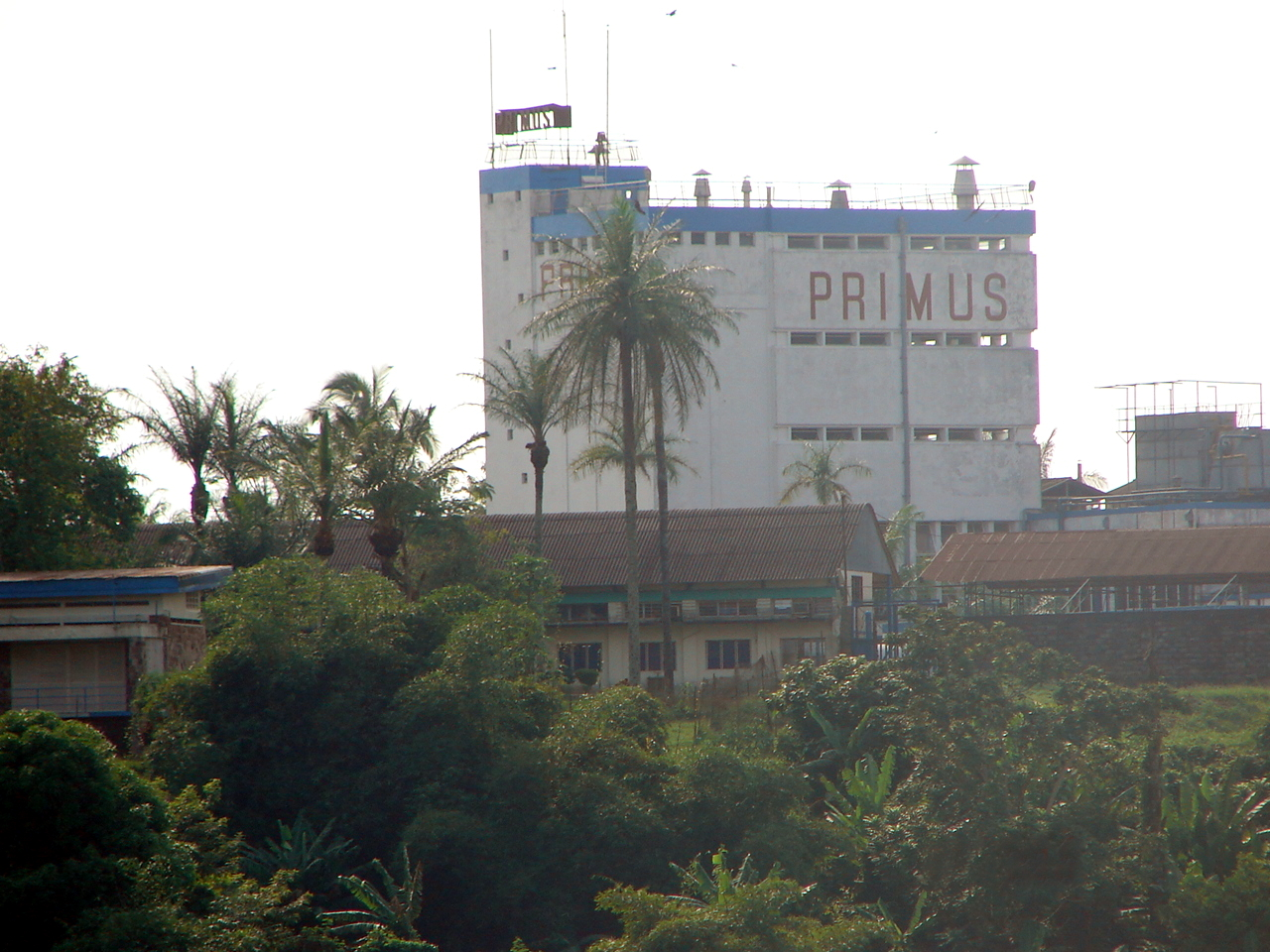
Brauerei Bralima in Kisangani

Bralima, ist ein kongolesisches Brauereiunternehmen, das unter dem Namen 1923 Brasserie de Léopoldville im heutigen Kinshasa gegründet wurde. 1960 nach der Unabhängigkeit des Kongo änderte die Firma ihren Namen. Bralima ist ein Akronym für Brasseries, Limonaderies et Malteries. Seit 1987 ist Heineken Mehrheitsaktionär.

## Geschichte
Bralima wurde am 23. Oktober 1923 von zwei Belgiern und je einem Franzosen, Russen und Schweizer als Aktiengesellschaft gegründet. Am 27. Dezember 1926 wurde mit der Produktion der Biermarke Primus begonnen. Ab dem Ende des Zweiten Weltkrieges wurden mehrere neue Brauereien verteilt auf dem ganzen Land eröffnet: Bukavu (1951), Kisangani (1957), Boma (1958), Mbandaka (1972) und Lubumbashi (2009). In Kinshasa wurden 2002 zwei vollautomatische Abfüllanlagen mit einer Kapazität von 72.000 Flaschen pro Stunde eröffnet.

## Marktmacht und Biermarken
Bralima produzierte 2008 ungefähr 3 Millionen Hektoliter Bier, doppelt so viel wie 2002. Sie kontrollierte 2008 etwa 75 Prozent kongolesischen Biermarkts und beschäftigte in sechs Brauereien mehr als 3000 Mitarbeiter.
Flaggschiff von Bralima ist Primus, ein Helles, das in Flaschen mit 72-Centiliter-Flaschen vertrieben wird und für das der im Kongo populäre Musiker Werrason seit 2005 Werbung macht.
Neben weiteren Biermarken wie Turbo King und Mützig ist Bralima ebenfalls in der Produktion und Abfüllung von alkoholfreien Erfrischungsgetränken tätig. Sie ist Lizenznehmerin von Coca-Cola, und Sprite.